# Fenasoft
A Fenasoft era a maior feira de informática do Brasil nos anos 90. Acontecia na cidade de São Paulo, algumas edições ocorreram durante os anos 2000, mas o foco passou a ser o público corporativo.
A 1ª FENASOFT aconteceu entre 24 e 27 de Março de 1987, no RioCentro no Rio de Janeiro. A 4ª edição que ocorreu entre 09 - 12/Julho de 1990,  passou para o Pavilhão de Exposições do Parque Anhembi/SP, teve 283 empresas, 12 seminários e 92 conferências. Foi um evento paralelo à realização do 4º Congresso Internacional da Tecnologia do Software, Telemática e Informação (Cisti). Nos anos 2000 a feira foi transferida para a Expo Center Norte. 